# Macrobrachium depressimanum
Macrobrachium depressimanum är en kräftdjursart som beskrevs av Pereira 1993. Macrobrachium depressimanum ingår i släktet Macrobrachium och familjen Palaemonidae. Inga underarter finns listade i Catalogue of Life.